# Mike Matheson
Michael „Mike“ Matheson (* 27. února 1994) je profesionální kanadský hokejový obránce momentálně hrající v týmu Montreal Canadiens v severoamerické lize NHL. V roce 2012 byl draftován již v 1. kole jako 23. celkově klubem Florida Panthers.

## Ocenění a úspěchy
- 2010 QMAAA – Top Prospect Award
- 2011 QMAAA – První All-Star Tým
- 2011 QMAAA – Nejlepší obránce
- 2011 TC – Nejlepší obránce
- 2012 USHL – All-Rookie Tým
- 2013 HE – All-Rookie Tým
- 2014 HE – První All-Star Tým
- 2014 NCAA – Druhý Východní All-American Tým
- 2014 NCAA – All-Star Tým (New England)
- 2016 MS – All-Star Tým
- 2016 MS – Nejlepší obránce

## Prvenství
- Debut v NHL – 20. února 2016 (Florida Panthers proti Winnipeg Jets)
- První asistence v NHL – 17. dubna 2016 (New York Islanders proti Florida Panthers)
- První gól v NHL – 18. října 2016 (Tampa Bay Lightning proti Florida Panthers, americkému brankáři Ben Bishop)

## Statistiky

### Klubové statistiky
| Sezóna      | Klub                | Soutěž      |     | Základní část | Základní část | Základní část | Základní část | Základní část |   | Play off | Play off | Play off | Play off | Play off |
| Sezóna      | Klub                | Soutěž      | Z   | G             | A             | B             | TM            | Z             | G | A        | B        | TM       |          |          |
| 2012/13     | Boston College      | HE          | 36  | 8             | 17            | 25            | 78            | —             | — | —        | —        | —        |          |          |
| 2013/14     | Boston College      | HE          | 38  | 3             | 18            | 21            | 49            | —             | — | —        | —        | —        |          |          |
| 2014/15     | Boston College      | HE          | 38  | 3             | 22            | 25            | 26            | —             | — | —        | —        | —        |          |          |
| 2014/15     | San Antonio Rampage | AHL         | 5   | 0             | 2             | 2             | 8             | —             | — | —        | —        | —        |          |          |
| 2015/16     | Portland Pirates    | AHL         | 54  | 8             | 12            | 20            | 30            | 3             | 0 | 1        | 1        | 2        |          |          |
| 2015/16     | Florida Panthers    | NHL         | 3   | 0             | 0             | 0             | 2             | 5             | 0 | 1        | 1        | 0        |          |          |
| 2016/17     | Florida Panthers    | NHL         | 81  | 7             | 10            | 17            | 36            | —             | — | —        | —        | —        |          |          |
| 2017/18     | Florida Panthers    | NHL         | 81  | 10            | 17            | 27            | 61            | —             | — | —        | —        | —        |          |          |
| 2018/19     | Florida Panthers    | NHL         | 75  | 8             | 19            | 27            | 44            | —             | — | —        | —        | —        |          |          |
| 2019/20     | Florida Panthers    | NHL         | 59  | 8             | 12            | 20            | 14            | 2             | 0 | 0        | 0        | 8        |          |          |
| 2020/21     | Pittsburgh Penguins | NHL         | 44  | 5             | 11            | 16            | 28            | 6             | 0 | 0        | 0        | 0        |          |          |
| 2021/22     | Pittsburgh Penguins | NHL         | 74  | 11            | 20            | 31            | 33            | 7             | 1 | 5        | 6        | 6        |          |          |
| 2022/23     | Montreal Canadiens  | NHL         | 48  | 8             | 26            | 34            | 33            | —             | — | —        | —        | —        |          |          |
| 2023/24     | Montreal Canadiens  | NHL         | 82  | 11            | 51            | 62            | 58            | —             | — | —        | —        | —        |          |          |
| 2024/25     | Montreal Canadiens  | NHL         | 80  | 6             | 25            | 31            | 51            | 5             | 0 | 1        | 1        | 2        |          |          |
| NHL celkově | NHL celkově         | NHL celkově | 627 | 74            | 191           | 265           | 360           | 25            | 1 | 7        | 8        | 16       |          |          |

### Reprezentační statistiky
| Rok                       | Tým                       | Soutěž                    | Z  | G | A  | B  | TM |  |
| ------------------------- | ------------------------- | ------------------------- | -- | - | -- | -- | -- |  |
| 2011                      | Kanada 18                 | MIH-18                    | 5  | 0 | 0  | 0  | 2  |  |
| 2016                      | Kanada                    | MS                        | 10 | 2 | 4  | 6  | 0  |  |
| 2017                      | Kanada                    | MS                        | 10 | 1 | 6  | 7  | 10 |  |
| Juniorská kariéra celkově | Juniorská kariéra celkově | Juniorská kariéra celkově | 5  | 0 | 0  | 0  | 2  |  |
| Seniorská kariéra celkově | Seniorská kariéra celkově | Seniorská kariéra celkově | 20 | 3 | 10 | 13 | 10 |  |